# Torsåkers socken, Södermanland
Torsåkers socken i Södermanland ingick i Rönö härad och är sedan 1992 en del av Gnesta kommun, från 2016 inom Frustuna distrikt.
Socknens areal är 37,73 kvadratkilometer, varav 33,24 land. År 1953 fanns här 234 invånare. Herrgården Sörby och sockenkyrkan Torsåkers kyrka ligger i socknen.  

## Administrativ historik
Torsåkers socken har medeltida ursprung. 
Vid kommunreformen 1862 övergick socknens ansvar för de kyrkliga frågorna till Torsåkers församling och för de borgerliga frågorna till Torsåkers landskommun. Landskommunen inkorporerades 1952 i Tystberga landskommun som 1971 uppgick i Nyköpings kommun. Församlingen uppgick 1980 i Lästringe församling. 1992 utbröts området ur Nyköpings kommun och ur Lästringe församling och överfördes till Gnesta kommun och Frustuna församling.
1 januari 2016 inrättades distriktet Frustuna, med samma omfattning som Frustuna församling hade 1999/2000 och vari detta område ingår.
Socknen har tillhört län, fögderier, tingslag och domsagor enligt vad som beskrivs i artikeln Rönö härad. De indelta båtsmännen tillhörde Andra Södermanlands båtsmanskompani.

## Geografi
Torsåkers socken ligger på en udde som sträcker sig norrut i sjön Sillen och sydväst om sjön. Socknen har odlingsbygd på udden och är en skogsbygd i övrigt.
Sockenområdet genomkorsas i nord-sydlig riktning av länsväg 224. 
År 1933 fanns här 821 hektar åker och 2 000 hektar.

### Geografisk avgränsning
Norra delen av socknen utgörs av udden i Sillen och avslutas med Torsnäs udd. Strax öster om gården Tuna vid uddens bas ligger ett gravfält. Väster om udden ligger Vallaviken, i vilken sockengränsen mellan Torsåkers och Frustuna socken går. 
I öster avgränsas socknen av Sillen och därmed i nordost av Vårdinge socken i Södertälje kommun och i öster av Vagnhärads socken i Trosa kommun. I söder avgränsas socknen av Lästringe socken i Nyköpings kommun.
I väster avgränsas det gamla sockenområdet av Frustuna socken och skogsmarker upp mot sjöarna Dalsjön (31 m ö.h.), Solbergasjön samt Ärlången.

## Fornlämningar
Från bronsåldern härrör spridda rösegravar. De flesta lämningarna är från yngre järnåldern och ligger inom områdets 18 gravfält. Det finns även fem fornborgar och sex avhysta bytomter.

## Namnet
Namnet (1314 Þorsaker) innehåller gudanamnet Tor och åker, syftande troligen på en plats med en kultåker.